# Rozenvedermot
De rozenvedermot (Cnaemidophorus rhododactyla) is een vlinder uit de familie Pterophoridae, de vedermotten.
De soort is in 1775 door de entomologen Denis en Schiffermüller beschreven. Synoniemen zijn Eucnemidophorus rhododactyla, Alucita rhododactyla en Platyptilia koreana. Onbekend is of de soort overwintert als jonge rups of als ei.
De vlinder heeft een spanwijdte van 18 tot 26 millimeter. De vleugels zijn ingesneden waarbij de voorste uit twee en de anderste uit drie veren lijken te bestaan. De rupsen leven op verschillende soorten rozen, met name hondsroos en in de duinen duinroos. Rond de Middellandse Zee kan de soort schadelijk zijn in de rozenteelt.
De vlinder komt voor op het gehele noordelijk halfrond met uitzondering van Groenland, Zuidoost-Azië en een groot deel van Noordelijk Afrika. In Nederland is de soort voornamelijk aangetroffen in rozenstruwelen in de duinen van Noord-Holland en Zuid-Holland. De eerste Nederlandse waarneming stamt uit 1949 bij Vogelenzang bij de Amsterdamse Waterleidingduinen. Vooral in de Kennemerduinen en in de duinen van Oostvoorne is de soort vrij algemeen. Elders is de rozenvedermot een enkele maal waargenomen in Limburg en in het noorden van de Veluwe. In België is de soort zeldzaam.